# Quatre sans barreur
Le quatre sans barreur est un bateau à quatre rameurs chacun des rameurs ne possèdent qu'une seule pelle ou aviron par opposition aux bateaux de couple où chaque rameur rame avec deux pelles.

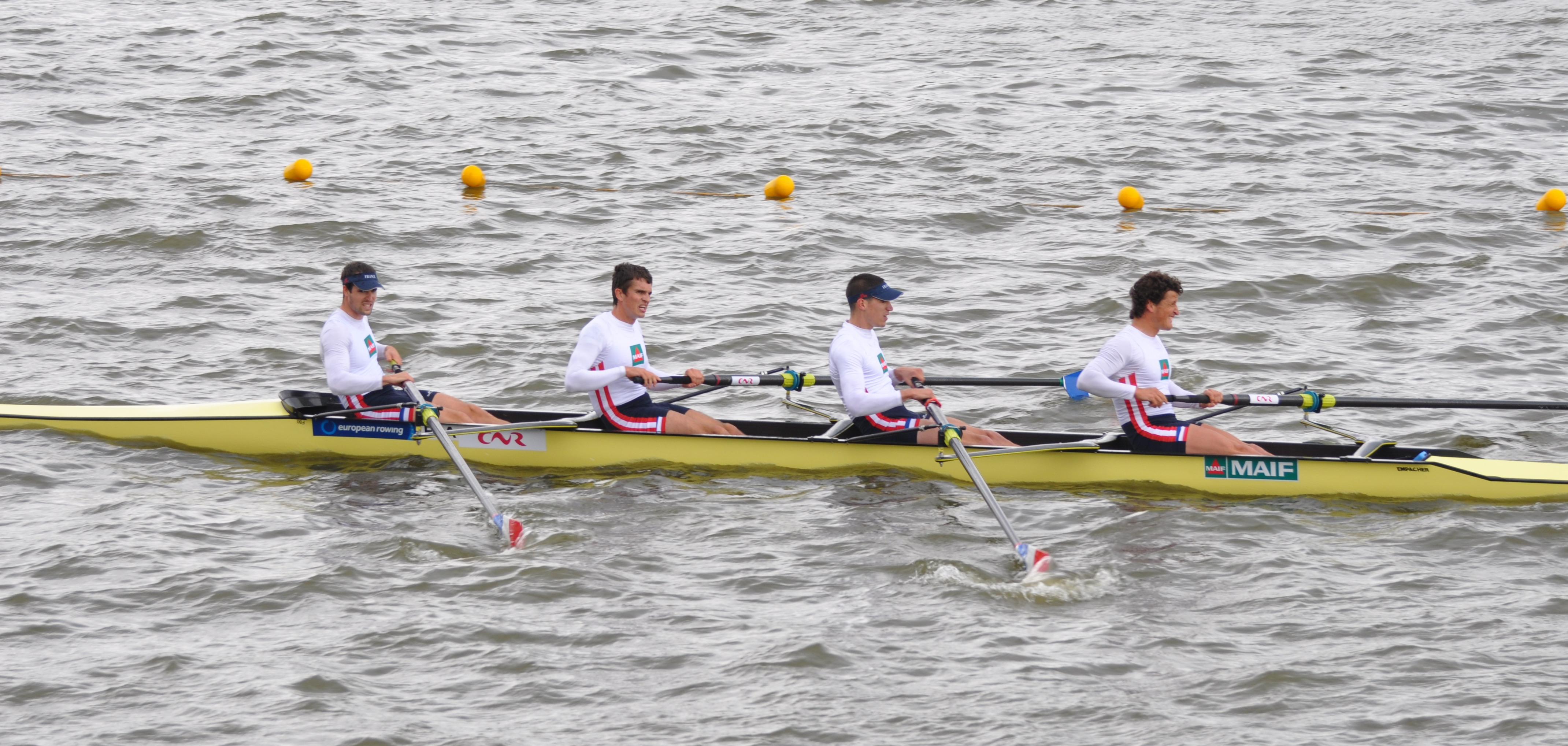
Le Quatre français en 2015, Thibault Colard, Guillaume Raineau, Thomas Baroukh, Franck Solforosi